# El abuelo Vítor
El abuelo Vítor, también conocida como El abuelo Víctor o simplemente El abuelo, es el título de una canción compuesta por Víctor Manuel y publicada en 1969.

## Descripción
El tema refleja la vida triste y monótona de un anciano (el abuelo Vítor) a quien su esposa María le esconde el tabaco y cuyas mejores amigas siguen siendo las montañas de su Asturias natal. El hombre había sido minero y se afirma que picando negro carbón quemó su vida, en referencia a las penurias y durísimas condiciones vitales y laborales que fueron seña de identidad de toda una generación: los españoles de clase humilde nacidos en la España rural entre finales del siglo XIX y principios del XX.
Encuadrada en el género folk, tan de moda a finales de la década de 1960, la canción es un retrato del propio abuelo del autor, fallecido poco después de que se publicara la canción.  En palabras del autor, el tema fue escrito en los permisos de la mili, con el único intención de rendir homenaje a la figura de su abuelo y sin mayor ánimo de que pudiera llegar a trascender del ámbito estrictamente familiar.
Publicado en sencillo como cara B de Paixariños, el 3 de enero de 1970 alcanzó el número uno en la lista de los sencillos más vendidos de España y lo mantuvo seis semanas seguidas. También fue número uno lista de éxitos de Los 40 Principales la semana del 3 de enero de 1970.
En 2019 se estrenó un documental sobre la trayectoria de Víctor Manuel, precisamente titulado El abuelo Víctor.

## Versiones
El tema ha sido versionado por el cantante catalán Dyango en 1969.
En 2014 interpretó el tema en directo con Joan Manuel Serrat en el concierto 50 años no es nada.